# Jurij Borisov
Jurij Ivanovitj Borisov (ryska: Юрий Иванович Борисов), född 31 december 1956 i Vysjnij Volotjok i Tver oblast i Sovietunionen, är en rysk militär och politiker.
Jurij Borisov utexaminerades från Tvers militärskola 1974 och från Högre militära signalskolan i Tjerepovets 1978. På 1980-talet studerade han matematik på Moskvauniversitetet och tog examen där 1985. Han var mellan 1978 och 1998 anställd i Sovjetunionens, senare Rysslands, krigsmakt. Från 2007 var han biträdande chef i Industriverket och blev 2008 biträdande minister för industri och handel.
Han blev biträdande försvarsminister 2012 och var 2018–2022 biträdande premiärminister .
I juli 2022 efterträdde han med omedelbar verkan Dmitrij Rogozin som chef för Roskosmos.
Borisov är gift och har två barn.